# Charles Barbière
Charles Léon Barbière (27 novembre 1861 - 1945) est un ingénieur français.

## Carrière
À sa sortie de l'École centrale, Barbière rentre comme ingénieur à la Société de construction des Batignolles (SCB) en 1885.
Il prend part successivement à la construction des chemins de fer des Bouches-du-Rhône (1886-1887), du canal du Pierrelatte (1888-1889), de la ligne Villa Mercedes à la Rioja (1889-1890), de la Ligne de Montania à Brousse (1891-1892), de la Ligne de Beyrouth à Damas (1893-1895), des Lignes de Menouf-Achmoun et de Belcas à Kafr Cheik (1895-1898) et des Lignes de Tulle à Argentat, de Tulle à Userche, de Seilhac à Treignac (1900-1902).
Il dirige la direction technique et administrative de la SCB en Grèce et la construction des chemins de fer helléniques.
En 1907, il prend part à la construction de l'immeuble collectif construit au 75 rue Pouchet dans le 17e arrondissement de Paris par la SCB pour y loger ses travailleurs.
Il est administrateur de la Société de construction des Batignolles de 1908 à 1945. Il devient également administrateur des Batignolles-Châtillon, de la Compagnie général de Constructions Navales, de la Compagnie d'Exploitaion des chemins de fer Orientaux, du Chemin de fer de Salonique à Monastir, de la Compagnie des chemins de fer de l'Indochine et du Yunnan, de la Société immobilière du Couéron, de la Société du Port de Pernambuco, de la Société d'électricité de Villenes-sur-Seine. Charles Barrière était président des Chemins de fer de la Limagne, de la Société d'exploitation des chemins de fer en Lozère, de la Société d'entretien mécanique des voies ferrées et de la Société anonyme mécano française, ainsi que vice-président de la Société nouvelle des ateliers Vulcan.
En 1923, il dirigea la construction de la ligne de Brazzaville à l'Océan Atlantique et du wharf de la Pointe-Noire.
En 1925, il reçoit la Légion d'honneur.
Il devient directeur du service technique des travaux publics de la SCB en 1926, puis ingénieur-conseil en 1928.
Il était membre de la Société des ingénieurs civils de France depuis 1924.